# 張純 (成化進士)
張純（1436年—？），字仕和，福建福州府閩縣人，軍籍。明朝政治人物。進士出身。

## 生平
成化元年，福建乙酉乡试中舉。成化五年，登己丑科會試中進士，擔任淳安縣知縣。

## 家族
曾祖張得。祖父張聰，贈刑部主事。父亲張瑜，曾任貢士。